# Grifone (DC Comics)
Grifone (vero nome Griffin Grey) è un personaggio immaginario che comparve nei fumetti pubblicati dalla DC Comics, all'interno dell'Universo DC. Comparve per la prima volta in Flash: The Fastest Man Alive n. 1 (agosto 2006).

## Biografia del personaggio
Introdotto come il compagno di stanza di Bart Allen e co-lavoratore dopo gli eventi di Crisi infinita, Griffin lavorava come crumiro per la Keystone Motors nelle loro fabbriche. Dopo un'esplosione nella struttura, Griff fu salvato da Jay Garrick. Mentre si trovava in ospedale, Griff ebbe un collasso e fu riempito di un'aura verde. Guarito, Griff uscì dall'ospedale e scoprì di avere l'abilità di saltare ad un'altezza incredibile e lo usò per salvare una reporter che stava cadendo. Il suo nuovo potere e la nuova fama sembrarono eccitarlo.
Alcune notti dopo, Griffin assunse l'identità del Grifone e tentò di diventare un supereroe. Invece di diventare un eroe, tuttavia, Griffin fece cadere un bambino da un edificio, ma all'ultimo istante, il bambino fu salvato da morte certa da Jay Garrick. Dopo il salvataggio, Jay avvertì Griffin di smetterla di darsi all'eroismo amatoriale. Imperterrito, Griffin mise in atto un piano per fare sì che Jay fosse lontano quando una nave da crociera fu attaccata, permettendogli di fare la figura dell'eroe. Accettando di farsi sponsorizzare dalla Keystone Motors, Griffin traslocò con Bart dall'appartamento in cui stavano in un attico.
Un effetto collaterale dei poteri di Griffin lo facevano invecchiare rapidamente. Griffin disperatamente rapì Jay e lo torturò per scoprire il segreto della sua longevità. Flash riuscì a trovarlo e lo liberò.
Nell'ultimo tentativo di diventare un supereroe, Griffin distrusse il ponte della città così che potesse salvare chiunque vi si trovasse sopra. Flash giunse per aiutare, e scoppiò un combattimento finale. Griffin morì nello scontro, ma non prima di scoprire che Flash era il suo compagno di stanza.

## Poteri e abilità
Griffin possiede il potere di super velocità e super forza, così come una guarigione super veloce. Quando utilizza il suo potere, viene circondato da un'aura verde, simile alla manifestazione della Forza della velocità che circonda Bart. I suoi poteri causano a Griffin l'invecchiamento precoce, e all'età di 21 anni sembrò avere più di 40 anni. Con l'ultimo stadio dell'invecchiamento, ottenne l'abilità di manipolare la sua aura per creare il fuoco, l'elettricità e istantanea ruggine ferrosa.

## In altri media
Grey Griffin appare in un episodio di The Flash interpretato da Haig Sutherland. In questa versione non usa l'alias di Grifone.